# 萨朗克
萨朗克（法語：Salanque，法語發音：[salɑ̃k]）是法国奧克西塔尼大區东比利牛斯省的一个小型传统地区，位于该省的东北部，地处地中海、鲁西永平原和阿格利河谷之间。